# Futebol Clube de Vermoim
O Futebol Clube de Vermoim é um clube de futebol português sediado na freguesia de Vermoim, concelho de Vila Nova de Famalicão, distrito de Braga. Fundado em 1991 com a prática de futebol, foi evoluindo gradualmente para a modalidade de futsal.
Atualmente conta com vários escalões nesta modalidade incluindo escalões de formação. Destaca-se pela sua equipa de futsal feminino sénior que milita o escalão máximo do futebol de salão português sendo uma das mais respeitadas equipas portuguesas nesta modalidade.

## Futsal Feminino

### Histórico
| Época     | Nível | Divisão                   | Classificação | Taça de Portugal |
| --------- | ----- | ------------------------- | ------------- | ---------------- |
| 2008/2009 | 1     | Primeira Divisão AF Braga | 1.º           | 2.º              |
| 2009/2010 | 1     | Primeira Divisão AF Braga | 1.º           | 2.º              |
| 2010/2011 | 1     | Primeira Divisão AF Braga | 1.º           | 1.º              |
| 2011/2012 | 1     | Primeira Divisão AF Braga | --            | 1.º              |
| 2012/2013 | 1     | Primeira Divisão AF Braga | 2.º           | 2.º              |
| 2013/2014 | 1     | Campeonato Nacional       | 2.º           | 1/8              |
| 2014/2015 | 1     | Campeonato Nacional       | 4.º           | 4E               |
| 2015/2016 | 1     | Campeonato Nacional       | 1º            | 1/4              |
| 2016/2017 | 1     | Campeonato Nacional       | 4.º           | 1/4              |
| 2017/2018 | 1     | Campeonato Nacional       | 4.º           | 1/2              |
| 2018/2019 | 1     | Campeonato Nacional       | --            | 1/2              |